# Выборгская понижающая подстанция городского трамвая
Выборгская понижающая подстанция городского трамвая (Тяговая подстанция им. Пролетарской диктатуры энергохозяйства ТТУЛ) — памятник архитектуры. Расположен в Выборгском районе Санкт-Петербурга, современный адрес дома — Лесной проспект, 28.
Подстанция была построена в 1913 году по проекту А. А. Ламагина. Машинный (трансформаторный) зал расположен в одноэтажном крыле, у него большие окна. Здание в целом асимметрично. Левая
часть была пристроена в 1932 году по проекту Р. Н. Кохановой.
В 2017 году здание попало в зону У Генплана (территории городских скоростных дорог, магистралей непрерывного движения и городского значения), что вызвало подозрения в возможности его сноса. Подстанция была признана памятником архитектуры регионального значения в мае 2018 года.
На здании расположена мемориальная доска с надписью «Подвигу трамвайщиков блокадного Ленинграда. После суровой зимы 1941—1942 года эта тяговая подстанция дала энергию в сеть и обеспечила движение возрожденного трамвая».
На 2020-е годы в здании по-прежнему расположена подстанция городского электрического транспорта, административные помещения и мастерские.
В апреле 2024 года Прокуратура Выборгского района Санкт-Петербурга направила представление об устранении нарушений в адрес СПб ГУП «Горэлектротранс» из-за того, что работы по обновлению памятника архитектуры не проводились вовремя и были выявлены трещины и загрязнения фасадов, истёртость метлахской плитки, известняковых ступеней лестниц и деревянных поручней ограждений в интерьерах. В октябре того же года был объявлен конкурс в 6,5 млн рублей на проект реставрации. В конкурсе приняла участие лишь одна компания.